# Baldomero Ayuso y Espinosa
Baldomero Ayuso y Espinosa (Granada, 1847 - Linares, Jaén, 1905) fue un industrial, empresario y político español, desempeñándose en los sectores de la electricidad, gas, industria agroalimentaria y cine. Fue abuelo del inventor José Luis Ayuso Fernández.
Además, también participó en política, siendo teniente de alcalde de Linares entre los años 1886 y 1889.

## Biografía
Nació en Granada en el año 1847. En los años ochenta del siglo XIX, se trasladó a Linares y creó la fábrica de harinas La Josefina. Además, fue responsable de la implementación de la primera iluminación eléctrica de Linares, ciudad en la que ya poseía una fábrica de gas que alumbraba a la misma.

## Primera iluminación eléctrica de Linares
Inicialmente, Baldomero Ayuso ya tenía la concesión de todo el alumbrado público de Linares y poseía una fábrica de gas para dicho fin.
Posteriormente, tras el creciente interés por la luz eléctrica, propone llevar a cabo la implementación del alumbrado eléctrico en la ciudad en 12 meses a través de cables aéreos, usando lámparas de arco voltaico para el alumbrado exterior y lámparas incandescentes para interiores. Esta solicitud fue presentada el 23 de enero de 1892 y fue la primera.
Tras realizar otra solicitud el inventor Isaac Peral para crear una fábrica de electricidad en Linares, Ayuso realiza otra solicitud el 10 de agosto de 1893 en la que propone combinar el servicio de gas, que ya estaba dando, con el de electricidad simultáneamente.
Finalmente, Isaac Peral no siguió con sus intenciones de electrificar Linares, en gran parte por hacerlo poco atractivo tener que competir con Baldomero Ayuso y el Ayuntamiento aceptó que Ayuso suministrara electricidad a particulares con ciertas condiciones para evitar que éste tuviera el monopolio.
A finales de 1893, comienzan las obras electrificación de Linares, las cuales fueron financiadas por el propio Baldomero Ayuso y en 1894, ya se disponía del primer suministro eléctrico en Linares, siendo Baldomero Ayuso el primero en comercializar la electricidad. 
Para el año 1896, el señor Ayuso generaba electricidad a través dos dinamos en serie y una máquina de vapor de 50 caballos. Además, consiguió considerables bajadas del precio de la electricidad. 
En el año 1897, su hijo, Luis Ayuso Burgos, crea otra fábrica de electricidad, con lo que la familia Ayuso tendría dos de las tres fábricas de electricidad de la ciudad. Además, Luis Ayuso ya había montado anteriormente, en el año 1895, una fábrica de aparatos eléctricos alimentada por máquinas de vapor.
El 1 de enero de 1899, crea la sociedad anónima La Eléctrica. Sociedad Anónima de Gas y Electricidad. Bajo esta sociedad, absorbe a su fábrica de electricidad, su fábrica de gas y la otra fábrica de electricidad que tenía su hijo Luis Ayuso Burgos con la que suministraba electricidad a particulares.
Y en el año 1901, Baldomero Ayuso suministraba a través de su empresa de gas 200.000 m3 de gas y a través de su empresa de electricidad, junto con la Sociedad Linarense, más de 100.000 kW. 

## Industria cinematográfica
Baldomero Ayuso también se dedicó a la industria cinematográfica en un momento en el cual los hermanos Lumière acababan de patentar el cinematógrafo, siendo pionero en su introducción en España. 
En octubre del año 1903, lleva a cabo la instalación de un pabellón de proyecciones cinematográficas en Linares en la plaza de San francisco para la feria. Y en el año 1904, montó, también, un pabellón cinematográfico en Almería en la calle Boulevard Príncipe.      
Su nieto José Luis Ayuso Fernández también se dedicó a la industria cinematográfica, siendo pionero en la invención del cine sonoro.